# Якушенко, Иван Фёдорович
Ива́н Фёдорович Якуше́нко (11 [24] октября 1906 года — август 1942 года), участник Советско-финской и Великой Отечественной войн, политрук стрелковой роты 733-го стрелкового полка 136-й стрелковой дивизии 13-й армии Северо-Западного фронта, Герой Советского Союза.

## Биография
Иван Фёдорович Якушенко родился 24 октября 1906 года в деревне Шониха Нижегородской губернии (ныне Богородского района Нижегородской области) в семье крестьянина.
После окончания восьмилетней школы переехал в Нижний Новгород, окончил школу ФЗУ и поступил на работу на завод имени Фрунзе. В 1931 году Якушенко вступил в ряды ВКП(б)/КПСС.
В 1939 году Иван Фёдорович был призван на службу в Красную Армию. Участвовал в советско-финской войне 1939-1940 годов. Политрук стрелковой роты 733-го стрелкового полка (136-я стрелковая дивизия, 13-я армия, Северо-Западный фронт) Якушенко в бою в районе мыса Ойнала 13 февраля 1940 года принял на себя командование ротой, которая успешно отбила контратаку противника. 20 и 22 февраля рота блокировала два вражеских дота в районе северо-западного урочища Муола и уничтожила их. Якушенко И. Ф. восемь раз поднимал бойцов в атаку. Рота захватила полкилометра вражеских траншей и пять дзотов. Утром 11 февраля 1940 года начался прорыв линии Маннергейма. Красноармейцы под командованием Ивана Фёдоровича в первый день наступления блокировали и взорвали дот, второй дот был взорван ими на пятый день боёв. Ночью 15 февраля бойцы Якушенко И. Ф. овладели мысом на берегу озера Муоланъярви. Финны окружили роту, в которой после кровопролитных боёв оставалось 18 человек. Якушенко, прикрывая товарищей, вызвал огонь на себя, но остался жив.
Указом Президиума ВС СССР 7 апреля 1940 года Якушенко И. Ф. было присвоено звание Героя Советского Союза.
На фронтах Великой Отечественной войны с июня 1941 года. Комиссар стрелкового полка майор Якушенко Иван Фёдорович в боях под Сталинградом в августе 1942 года пропал без вести.

## Награды
- медаль «Золотая Звезда» Героя Советского Союза № 330;
- орден Ленина.

## Память
- В селе Оранки Богородского района Нижегородской области именем Героя Советского Союза Якушенко И. Ф. названа улица.
- Имя Якушенко И. Ф. высечено на стеле, установленной в Нижнем Новгороде, на территории Мемориального комплекса Вечный огонь.
- В Нижнем Новгороде на доме по адресу: улица Ошарская д. 10, где проживал Якушенко И. Ф., установлена мемориальная доска.

## Изображения

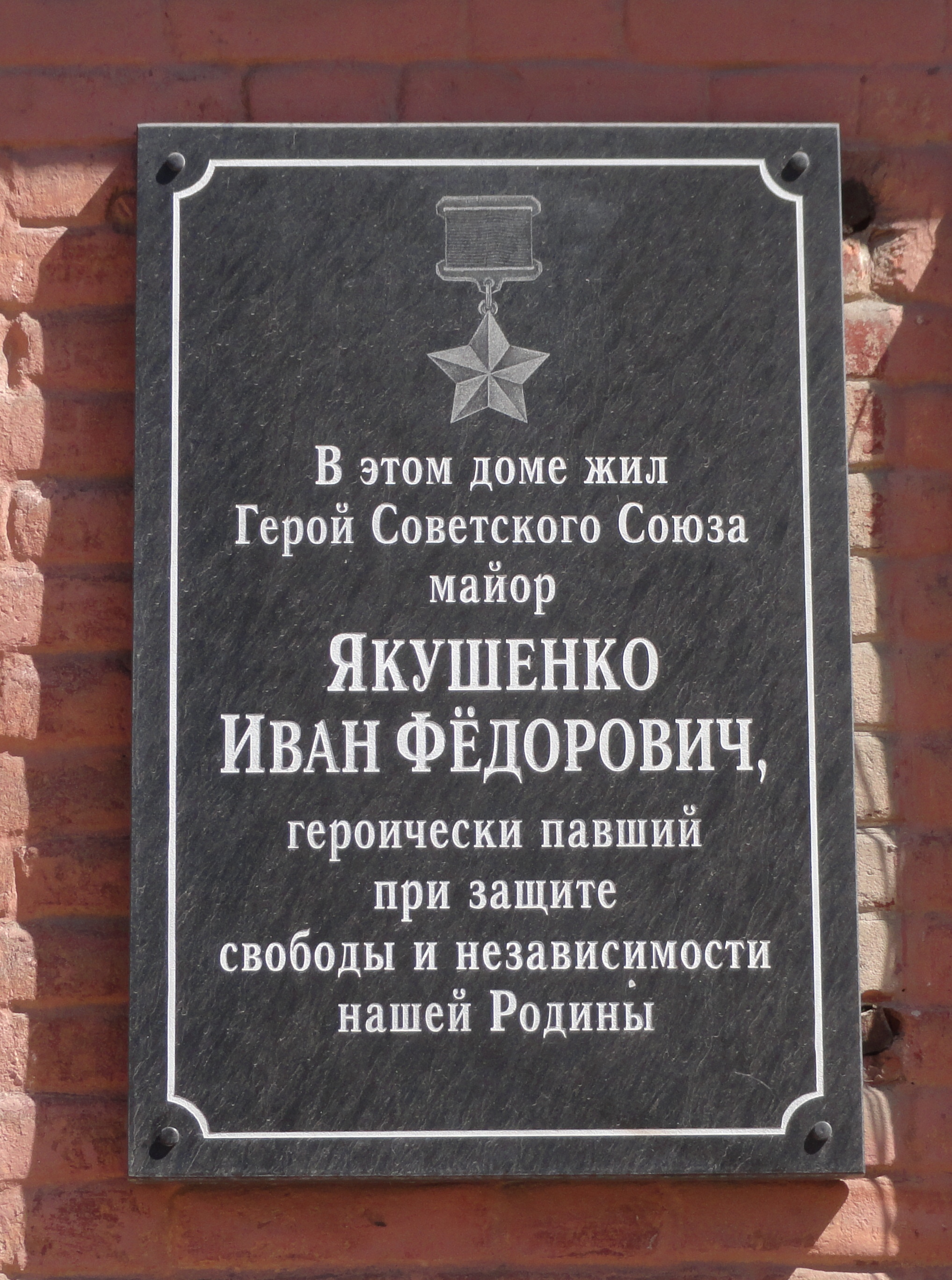
Обновлённая мемориальная доска в честь Якушенко И. Ф.